# Theft Act 1968
La Ley de Robo de 1968 ( c 60 ) es una Ley promulgada por  Parlamento del Reino Unido con el objetivo de establecer una serie de delitos contra la propiedad en Inglaterra y Gales. Esta complementada por la Ley de Fraude de 2006, que redefine la mayoría de estos delitos como estafas y entró en vigor el 15 de enero de 2007. 

## Historia
La Ley de Robo de 1968 surgió de los esfuerzos del Comité de Revisión de Derecho Penal por reformar la ley de robo de Inglaterra. El derecho consuetudinario estaba codificado en la Ley de Hurto de 1916  el, que incluía una codificación del hurto en sí, pero estas ofensas seguían siendo una red compleja de delitos. La intención de la Ley de Robo de 1968 fue reemplazar la ley existente para el  hurto, y otros delitos relacionados con el engaño, por una sola promulgación. De esta manera se crearía un cuerpo de principios más coherente que permitiría que la ley evolucionara para enfrentar nuevas situaciones. 

## Provisiones
Se codificó un número de muy simplificado de delitos - o por lo menos se los volvió menos complejos. 

### Sección 1 - Definición básica de "robo"
En esta sección se codifica el delito de robo, que es definido de la siguiente manera: "una persona es culpable de robo si se apropia deshonestamente de bienes pertenecientes a otro con la intención de privarlo permanentemente del otro". Esta definición se complementa con las secciones 2 a 6.  

### Sección 2 - "Deshonestidad"
Esta sección proporciona una definición parcial de la deshonestidad para ciertos propósitos. 

### Sección 3 - "Apropiación"
La apropiación es definida como "Cualquier asunción por parte de un tercero  de los derechos de un propietario". 
Los tribunales han interpretado que la suposición "los derechos de un propietario" implica que una persona asume al menos uno de un conjunto de derechos en lugar de tener que asumir todos los derechos de los propietarios. Esta interpretación de la legislación se dio originalmente en el caso de R v Morris; Anderton v Burnside, y ha sido respaldado por la decisión en R v Gómez .

### Sección 4 - "Propiedad"
La propiedad es definida como "cualquier propiedad, incluyendo el dinero y todas las demás propiedades, reales o personales, incluidas en acción y otras propiedades intangibles". 

### Sección 5 - "Pertencias de Otros"
La definición de pertenecer a otro está constituida de la siguiente manera: "Se considerará que la propiedad pertenece a cualquier persona que tenga posesión o control de la misma, o que tenga en ella algún derecho de propiedad o interés (no siendo un interés equitativo que surja solo de un acuerdo para transferir u otorgar un interés)".  
Es posible que exista un derecho de propiedad o interés sobre la propiedad que, en el sentido ordinario, pertenece a otra persona. En el caso de R v Turner (núm. 2), el Tribunal de Apelación determinó que un hombre había cometido un robo al llevarse su automóvil sin haber pagado las reparaciones realizadas. El garaje que lo reparó  tenía un derecho de propiedad sobre él. 
Uno puede tener una participación mayoritaria en una propiedad incluso después de venderla. En R v Marshall, un grupo de acusados revendió boletos usados para el metro de Londres . El Tribunal de Apelaciones desestimó su apelación en parte porque los boletos decían que eran propiedad de London Underground (sistema de subterráneos de Londres), una condición de venta acordada por el comprador original del boleto. 
La Sección 5 incluye subsecciones que tratan sobre  las condiciones que puede tener la posesión. La Sección 5 (3) trata  sobre situaciones en las que una persona le ha dado propiedad a otra para un propósito particular: se establece que la persona que recibe la propiedad está cometiendo un robo si usa la propiedad para algún propósito no previsto. Si A le da dinero a B para comprar un bien en particular para A y B compra algo más sin el consentimiento de A, aunque la propiedad no esté en manos de A, A todavía tiene una participación mayoritaria de acuerdo con la Sección 5 (3). 
Si uno tiene la obligación de usar la propiedad de una manera particular, esa obligación debe ser legal de acuerdo al Tribunal de Apelación en R v. Breaks y Huggan (1998). 
Existen límites a las obligaciones legales establecidas según la Sección 5 (3). En R v. Hall (1972), un cliente pagó un depósito a un agente de viajes. El depósito se ingresó en la cuenta bancaria de la empresa, pero el agente de viajes cerró. La corte declaró que esto  no fue un caso de robo, ya que el dinero se pagó legítimamente como un depósito contra la cancelación y no había una obligación específica de gastar el dinero de una manera particular. 
En la Sección 5 (4) se determina que si la propiedad se recibe por error, debe devolverse. No hacerlo es considerado una apropiación ilegítima. Esto se vio en acción en la Referencia del Fiscal General (No. 1 de 1983), donde un oficial de policía recibió £ 74 adicionales en su salario y no pudo devolverlo o alertar a sus superiores. El Tribunal de Apelación lo consideró robo.

### Sección 6 - "Intención de privar permanentemente del uso de la propiedad"
Esta sección establece que para ser culpable de robo se requiere la intención de privar permanentemente al dueño de la propiedad. En ciertos casos, se puede interpretar que existe la intención de privar a alguien de su propiedad incluso cuando la persona no haya tenido la intención de privar a otro de su propiedad de forma permanente, por ejemplo, si la intención es tratar la propiedad de otro como propia para disponer de ella independientemente de los derechos del otro. 

### Sección 7 - Robo
Esta sección establece que una persona condenada por robo puede ser encarcelada por un período que no exceda los siete años. 

### Sección 8 - Robo
La Sección 8 (1) crea el delito de robo. La Sección 8 (2) establece que una persona condenada por una acusación de robo con medios violentos  o asalto con la intención de robar puede ser encarcelada de por vida. 

### Sección 9 - Hurto
Esta sección tipifica dos delitos de hurto y establece sanciones por este delito en caso de que exista condena. 
Ambos delitos están codificados en la sección 9 (1) (a) y en la sección 9 (1) (b) 
De acuerdo con la sección 9 (1) (A), para que exista esta ofensa tiene que existir la intención de cometer una de las tres ofensas enumeradas. Esta puede ser por la entrada del cuerpo completo, entrada de parte del cuerpo o entrada utilizando un instrumento. 
Para cometer el delito 9 (1) (b), no es necesario que el delincuente tenga la intención de cometer la ofensa en el punto de entrada. La intención de cometer el delito no es suficiente para el delito en virtud de la sección 9 (1) (b): una persona debe haber ingresado como intruso y eventualmente realmente robar (o intentar robar) o infligir (o intentar infligir) daños corporales. 

### Sección 10 - Robo agravado
La Sección 10 (1) codifica el delito de robo agravado. La Sección 10 (2) establece que una persona encontrada culpable de ese delito, en caso de ser condenada, puede tener la pena de cadena perpetua. 

### Sección 11 - Retiro de artículos de lugares abiertos al público
Esta sección codifica el delito de retirar artículos de un lugar abierto al público y establece que una persona culpable del delito, en caso de que exista condena, puede ir a prisión por un período no superior a cinco años. 

### Sección 12: Toma de vehículos de motor u otros medios de transporte sin autorización
La Sección 12 (1) codifica la  ofensa de toma de un medio de transporte que no sea un ciclo a pedal sin autorización . 
La Sección 12 (5) crea una ofensa separada de para la toma de un ciclo a pedal. 

### Sección 12A - Toma agravada de vehículos
Esta sección, agregada por la Ley de Toma de Vehículos Agravados de 1992, crea el delito de toma de vehículos con agravantes. 

### Sección 13 - Extracción de electricidad
Esta sección crea la ofensa de extracción de electricidad de un tercero sin su consentimiento. Reemplaza la sección 10 de la Ley de hurto de 1916 . 

### Sección 14
Extensión a robos de correos fuera de Inglaterra y Gales, y robo, etc. en casos en los que sea cometido el delito de robo. 

### Sección 15 - Obtención de bienes por engaño
Esta sección fue derogada por La Ley de Fraude de  2006. Codificaba la ofensa de obtener propiedad mediante engaño y definía al concepto de engaño como ofensa y a las ofensas tipificadas en las secciones 15A, 16 y 20 (2) de esta ley y las secciones 1 y 2 de la Ley de Hurto de 1978

### Secciones 15A y 15B.
Estas secciones fueron derogadas por la Ley de Fraude de 2006. La Sección 15A codificaba el delito de obtención de una transferencia de dinero por engaño. La Sección 15B hacía una provisión suplementaria. 

### Sección 16 - Obtención de ventaja pecuniaria por engaño
Esta sección fue derogada por la Ley de Fraude de 2006. Creaba el delito de obtener ventaja pecuniaria por engaño . 

### Sección 17 - Contabilidad falsa
Esta sección crea al delito de contabilidad falsa. 

### Sección 18 - Responsabilidad de los funcionarios de la compañía por ciertos delitos por compañía
Las palabras "15, 16 o" en la sección 18 (1) fueron derogadas el 15 de enero de 2007 por el Anexo 3 de la Ley de Fraude de 2006. 

### Sección 19 - Declaraciones falsas de los directores de la compañía, etc.
Esta sección agrega responsabilidad para cualquier funcionario de una corporación o entidad legal que publique cuentas falsas con la intención de engañar a los miembros o acreedores del organismo corporativo o asociación sobre sus asuntos. 

### Sección 20 - Supresión, etc., de documentos
La Sección 20 (2) creó el delito de procurar la ejecución de la seguridad de un objeto de valor por engaño. 
En Sección 20 (2) a palabra "engaño" "tiene el mismo significado que en la sección 15 de esta Ley" La sección 20 (3) fue derogada el 15 de enero de 2007 por el Anexo 3 de la Ley de Fraude de 2006 . 

### Sección 21 - Chantaje
Esta sección crea el delito de chantaje . 

### Sección 22 - Manejo de bienes robados
Esta sección codifica el delito de manejo de bienes robados . 

### Sección 23 - Recompensas publicitarias por devolución de bienes robados o perdidos
Esta sección reemplaza la sección 102 de la Ley de Hurto de 1861.
Una persona culpable de un delito bajo esta sección es responsable, en condena sumaria, de una multa que no exceda el nivel 3 en la escala estándar . 

### Sección 24
Alcance de los delitos relacionados con bienes robados. 

### Sección 24A - Retención deshonesta de  un crédito ilícito
Esta sección crea el delito de retener deshonestamente un crédito ilícito . 
Las secciones 24A (3) y (4) fueron derogadas el 15 de enero de 2007 por el Anexo 3 de la Ley de Fraude de 2006. 

### Sección 25
Esta sección crea el delito de "ir equipado" para robo o hurto. Esto está descripto en la nota marginal de esa sección como "ir equipado para robar, etc.", y en el encabezado anterior como "posesión de implementos de allanamiento de morada, etc.". Incluye cualquier artículo que esté diseñado para ser utilizado para llevar a cabo un robo, así como cualquier artículo creado específicamente por un ladrón para cometer un robo, etc. 
Las palabra  " y 'engañar' es definida como un delito bajo la sección 15 de esta Ley" la sección 25 (5) fueron derogadas el 15 de enero de 2007 por el Anexo 3 de la Ley de Fraude de 2006 . Esto fue consecuencia de la derogación de la sección 15.